# Luis Arata
Luis Arata né le 23 août 1895 à Buenos Aires, mort le 21 juin 1967 à Buenos Aires, est un acteur argentin de théatre, cinéma et télévisión.

## Filmographie
- La morocha (1958)
- Cinco gallinas y el cielo (1957)
- El festín de Satanás (1955)
- Barrio gris (1954)
- Los hijos del otro (1947)
- Ceniza al viento (1942)
- El tesoro de la isla Maciel (1941)
- Giácomo (1939)
- Busco un marido para mi mujer (1938)
- Mateo (1937)
- Fuera de la ley (1937)
- La muchacha del circo (1937)
- Lo que le pasó a Reynoso (1937)
- Los tres berretines (1933)
- Los caballeros de cemento (1930)
- Resaca (1916)

## Théatre
- 1937 : Yo seré como tu quieras [1]
- 3 avril 1945 : El Avaro de Moliere (L'Avare) sous la direction de Cunill Cabanellas.
- 1951 : Los Chicos Crecen : de Juan Fernando Camilo Darthés et Carlos Santiago Damel - Théatre Alvear de Buenos aires